# John Wilder Tukey
John Wilder Tukey (n. 16 iunie 1915 – d. 26 iulie 2000) a fost un statistician american cunoscut mai ales pentru introducerea noțiunii de bit în informatică și pentru crearea diagramelor stem and leaves din statistică.

## Biografie timpurie, educație
Născut în New Bedford, Massachusetts, Tukey a obținut un grad de Bachelor of Science în 1936 și un grad de Master of Science în chimie în 1937 de la Brown University înainte de a se muta la Princeton University pentru a studia pentru doctoratul său în matematică. În timpul celui de-al doilea război mondial, Tukey a lucrat la Oficiul de control al incendiilor, colaborînd cu Samuel Wilks și William Cochran. După război, s-a reîntors al Princeton, lucrînd atît la Universitatea Princeton cît și la AT&T Bell Laboratories.

## Activitatea științifică
Domeniile sale de interes în statistică au fost numeroase și variate. Studiile sale cele mai recunoscute în statistică au fost realizate cu James Cooley, algoritmi Cooley-Tukey și Transformări rapide Fourier. În anii 1970, a contribuit semnificativ la ceea ce este azi cunoscut sub denumirea de estimare abruptă (conform originalului, jackknife estimation), cunoscut și sub numele de "tăietura / curba Quenouille-Tukey".  Tukey a introdus, de asemenea, și diagramele cunoscute ca "diagrame cutii" (conform originalului box plot) în cartea sa din 1977, Exploratory Data Analysis, în română, Analiza datelor estimate.
Tukey a contribuit de asemenea la ceea ce este cunoscut ca practică statistică (în engleză en  statistical practice) și a exprimat clar diferențele Analiza datelor prin explorare (vedeți en  exploratory data analysis) și Analiza datelor confirmate (vedeți en  en:confirmatory data analysis), considerând argumentat că prea mult din metodologia generală a statisticii se bazează doar pe cea de-a doua metodă. Deși Tukey afirmă limpede separarea celor două metode, totuși, în special în cazul științelor naturii, separarea metodelor poate să producă rezultate conflictuale, situații pe care le-a caracterizat ca fiind știință lipsită de confort (vedeți en  uncomfortable science}.
John Wilder Tukey a scris patru comunicări împreună cu Paul Tukey, unul din verii săi de-al cincilea, care era un student în primii ani la Princeton University când s-au cunoscut.

## Citate
- "bit stands for binary-unit"[necesită citare]
- "Far better an approximate answer to the right question, which is often vague, than the exact answer to the wrong question, which can always be made precise."[necesită citare]
- "The combination of some data and an aching desire for an answer does not ensure that a reasonable answer can be extracted from a given body of data."[necesită citare]